# Liste von Selbstladegewehren gemäß den Kennblättern fremden Geräts D 50/1

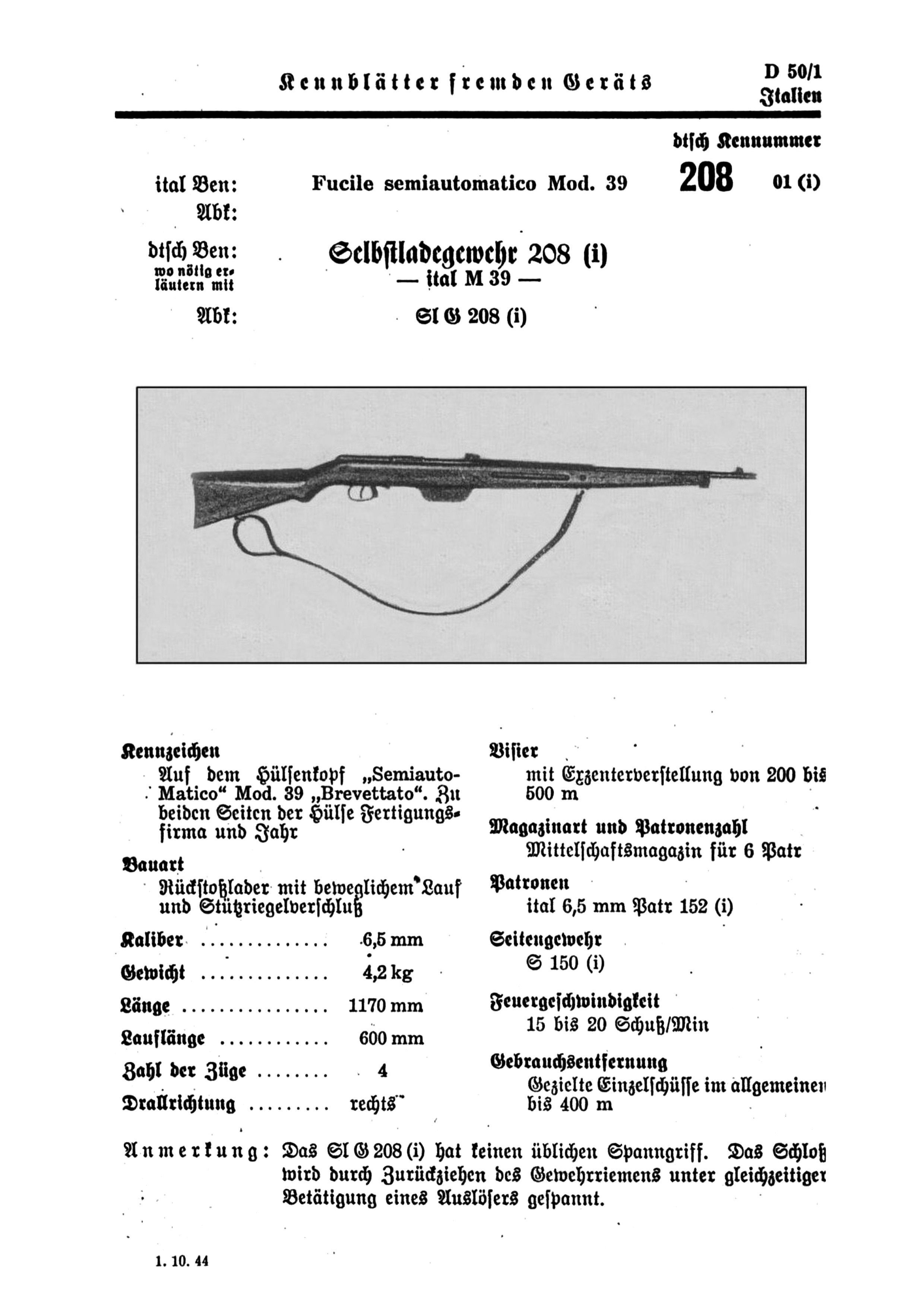
Kennblattbeispiel zu
D 50/1 Nr 208 (i)

In dieser Liste von Selbstladegewehren gemäß den Kennblättern fremden Geräts D 50/1 werden Fremdgeräte vom Typ Selbstladegewehr aufgeführt, die vom Heereswaffenamt verzeichnet wurden.
Nachfolgend ein Überblick/Auszug zur offiziellen Dokumentation Kennblätter fremden Geräts D 50/1: Handwaffen.

## Hinweise zur Liste
Aufbau der Tabelle
Untenstehende Tabelle führt folgenden Spalteninhalte:
- dtsch. Kennnr. (deutsche Kenn-Nummer), dies entspricht dem Originalindex in den Kopfzeilen der Kennblätter mit Kennnummer, Stoffgebietenummer und Beutezeichen.
- Abk. dtsch. Ben. (Abkürzung deutsche Benennung), Originalbezeichnung entnommen aus der fünften Zeile der Kennblätter.
- Landesbez. nach HWA (Heereswaffenamt), Originalangaben entnommen aus der ersten Zeile der Kennblätter.
- (Wikipedia-Artikel) Link zum Wikipedia-Artikel in runden Klammern in der zweiten Zeile unter Landesbez. nach HWA.
- Bild, eine Bildauswahl aus Wikipedia für dieses Objekt.
- Kal. mm (Kaliber), entnommen aus den technischen Angaben der Kennblätter.
- Bemerkungen, Originalangaben entnommen aus den erweiterten Angaben der Kennblätter.

 Info: Die in der Tabelle angegebenen Originaleinträge sollen nicht geändert werden, weil diese den Angaben aus den Kennblättern entsprechen. Nach neuerem Forschungsstand sind teilweise Errata in den Kennblättern erkannt worden. Diese werden unten im Abschnitt Anmerkungen jeweils zur Kenn-Nummer erläutert. Die Wikilinks in den runden Klammern sollten das Lemma der entsprechenden Artikel in Wikipedia enthalten.
| dtsch. Kennr. | Abk. dtsch. Ben.   | Landesbez.nach HWA (Wikipedia-Artikel)                                   | Bild            | Kal. mm | Bemerkungen |
| ------------- | ------------------ | ------------------------------------------------------------------------ | --------------- | ------- | --- |
| 208 01 (i)    | Sl. G. 208 (i)     | Fucile semiautomatico Mod. 39 (Armaguerra Mod. 39 fucile semiautomatico) |                 | 6,5     | kein üblicher Spanngriff, das Schloss wird durch Zurückziehen des Gewehrriemens unter gleichzeitiger Betätigung eines Auslösers gespannt. |
| 251 01 (a)    | Sl. G. 251 (a)     | U.S. Rifle, cal .30" M 1 (Garand - Semi automatic Rifle) (M1 Garand)     |                 | 7,62    | |
| 257 01 (r)    | Sl. G. 257 (r)     | in D 50/1 keine Angabe (Simonow AWS-36)                                  |                 | 7,62    | |
| 258 01 (r)    | Sl. G. 258 (r)     | in D 50/1 keine Angabe (Tokarew SWT-38)                                  |                 | 7,62    | die Magazine der Sl. G. 258 (r), Sl. G. 259. (r) und Sl. G. 260 (r) sind austauschbar                                                     |
| 259 01 (r)    | Sl. G. 259 (r)     | in D 50/1 keine Angabe (Tokarew SWT-40)                                  |                 | 7,62    | Zubehör verwendbar für Sl. G. 258 (r), Sl. G. 259 (r) und Sl. G. 260 (r)                                                                  |
| 259 01 (r) 2  | Sl. G. 259 (r)     | in D 50/1 keine Angabe (Tokarew SWT-40)                                  | Werkzeugtasche  | 7,62    | |
| 259 01 (r) 3  | Sl. G. 259 (r)     | in D 50/1 keine Angabe (Tokarew SWT-40)                                  | Gewehrstock     | 7,62    | |
| 259 01 (r) 4  | Sl. G. 259 (r)     | in D 50/1 keine Angabe (Tokarew SWT-40)                                  | Wischerende     | 7,62    | |
| 259 01 (r) 5  | Sl. G. 259 (r)     | in D 50/1 keine Angabe (Tokarew SWT-40)                                  | Bürste          | 7,62    | |
| 259 01 (r) 6  | Sl. G. 259 (r)     | in D 50/1 keine Angabe (Tokarew SWT-40)                                  | Durchschlag     | 7,62    | |
| 259 01 (r) 7  | Sl. G. 259 (r)     | in D 50/1 keine Angabe (Tokarew SWT-40)                                  | Stellschlüssel  | 7,62    | |
| 259 01 (r) 8  | Sl. G. 259 (r)     | in D 50/1 keine Angabe (Tokarew SWT-40)                                  | Sonderschlüssel | 7,62    | |
| 259 01 (r) 9  | Sl. G. 259 (r)     | in D 50/1 keine Angabe (Tokarew SWT-40)                                  | Ölkanne         | 7,62    | |
| 259/2 01 (r)  | Sl. G. 259/2 (r)   | in D 50/1 keine Angabe (Tokarew SKT-40)                                  |                 | 7,62    | um 200 mm verkürztes Sl. G. 259 (r) |
| 260 01 (r)    | Sl. Zf. G. 260 (r) | in D 50/1 keine Angabe (Tokarew SWT-40 mit ZF)                           |                 | 7,62    | Sl. G. 259 (r) mit Zielfernrohr |
| 310 01 (f)    | Sl. Gew. 310 (f)   | Fusil automatique 1918 (RSC 1918)                                        |                 | 8       | M.A.S. Mle 1917 haben 100 mm längeren Lauf                                                                                                |
| 455 01 (a)    | Sl. Kb. 455 (a)    | U.S. Carbine caliber .30", M-1 (M1 Carbine)                              |                 | 7,62    | systemgleich mit Sl. Kb. 456 (a) |
| 456 01 (a)    | Sl. Kb. 456 (a)    | U.S. Carbine caliber .30", M-1 (M1A1 Carbine)                            |                 | 7,62    | systemgleich mit Sl. Kb. 455 (a) Klappbare Skelett- Schulter-Stütze (für Fallschirmjäger)                                                 |